# Gyula Popély
Gyula Popély, též Július Popély (* 8. června 1945 Oborín), je maďarsko–slovenský historik maďarské národnosti, člen Maďarské akademie věd, univerzitní pedagog, bývalý československý politik a poslanec Sněmovny národů Federálního shromáždění za Maďarské křesťanskodemokratické hnutí po sametové revoluci, později předseda Maďarské lidové strany.

## Biografie
V letech 1959–1963 absolvoval střední školu v Michalovcích, v letech 1963–1968 pak Univerzitu Komenského. Byl tehdy aktivní v maďarském studentském hnutí i ve spolku Csemadok. V letech 1968–1972 působil jako učitel na maďarských středních školách v Bratislavě a v Senci. Od roku 1972 až do roku 1981 byl vědeckým pracovníkem v Slovenské akademii věd a na vědeckých postech setrval i v 80. letech. Podílel se na obhajobě maďarského menšinového školství a byl jednou z postav sametové revoluce mezi maďarskou menšinou.
K roku 1990 se profesně uvádí jako historik, Sekce dějin odborů při SOŠ Zupky, bytem Bratislava.
V lednu 1990 zasedl v rámci procesu kooptací do Federálního shromáždění po sametové revoluci jako bezpartijní poslanec do slovenské části Sněmovny národů (volební obvod č. 87 - Šaľa, Západoslovenský kraj). Ve Federálním shromáždění setrval do konce funkčního období, tedy do voleb roku 1990.
V roce 1990 byl jedním ze zakladatelů a předáků platformy Együttélés. Počátkem 90. let patřil mezi politiky za Maďarské křesťanskodemokratické hnutí. V roce 1992 se od něj spolu se skupinou dalších politiků odtrhl a stal se přesedsedou odštěpenecké formace Maďarská lidová strana. Ta ve volbách roku 1992 kandidovala do Federálního shromáždění v koalici s Maďarským křesťanskodemokratickým hnutím a platformou Együttélés a získala přes 7 % hlasů.
V parlamentních volbách na Slovensku v roce 1998 kandidoval neúspěšně za Stranu maďarské koalice. Slovenští nacionalisté tehdy kritizovali jeho angažmá v Rákócziho sdružení a jeho kritické výroky o Trianonské smlouvě.
V letech 1991–1997 učil na maďarské střední škole v Bratislavě, v období let 1998-2000 byl nezaměstnaný, od února 2000 nastoupil jako přednášející na Reformovanou univerzitu Károliho Gáspára v Budapešti, kde postupně zastával posty ve vedení fakulty a v letech 2004–2006 i rektora. Roku 2005 získal titul profesora. Jako historik se zaměřuje na dějiny Maďarů ve 20. století, jejich zapojení do Československa a vývoj jejich politické organizovanosti.
Ve volbách do Evropského parlamentu v roce 2014 kandidoval v Maďarsku na 11. místě kandidátní listiny Hnutí za lepší Maďarsko (Jobbik). O pět let později ve volbách do EP v roce 2019 kandidoval na 4. místě kandidátní listiny Hnutí Naše vlast (Mi Hazánk Mozgalom). V září 2021 jej totéž hnutí navrhlo jako nezávislého kandidáta na post prezidenta Maďarska pro volby v březnu 2022. V maďarských parlamentních volbách 2022 kandidoval za Hnutí Naše vlast v jednomandátovém volebním obvodu č. 5 (Erzsébet- és Terézváros) v hlavním městě Budapešti.

## Publikace
- A Csehszlovákiai Magyar Tudományos, Irodalmi és Művészeti Társaság, Pozsony, 1973.
- A pozsonyi Bartók Béla Dalegyesület, Budapest, 1982, 92 s.
- Népfogyatkozás. A csehszlovákiai magyarság a népszámlálások tükrében 1918–1945, Budapest, 1991, 198 s.
- Ellenszélben. A felvidéki magyar kisebbség első évei a Csehszlovák Köztársaságban (1918–1925), Pozsony, 1995, 224 s.
- Búcsú a főiskoláktól. A felsőoktatás és a felvidéki magyarság, Pozsony, 2005.
- Erős várunk az iskola. Tanulmányok a szlovákiai magyar oktatásügy problémaköréből (1918–1938), Pozsony, 2005.
- Hazatéréstől a hazavesztésig. Magyar oktatásügy és oktatáspolitika a visszatért Felvidéken (1938–1945), Pozsony, 2006.
- Felvidék 1914–1920, Magyar Napló – Fókusz Egyesület, Budapest, 2010, 440 s.
- Felvidék 1918–1928. Az első évtized csehszlovák uralom alatt, Kárpátia Stúdió, Budapest, 2014, 488 s.
- Szövetségben az ellenséggel, Kárpátia Stúdió, Budapest, 2020, 400 s.
- A (cseh)szlovákiai magyarság történeti kronológiája, 1914–1945, Fórum Kisebbségkutató Intézet, Somorja, 2020 (Nostra tempora).
- Túszjátszmák. Magyarok Hitler szlovák mintaállamának fogságában, 1939-1945; Kárpátia Stúdió, Köröstárkány–Balatonfőkajár, 2022.